# كأس البرتغال 1967–68
كأس البرتغال 1967–68 هو موسم من كأس البرتغال. كان عدد الأندية المشاركة فيه 44، وفاز فيه نادي بورتو.